# Limnophora acrostichalis
Limnophora acrostichalis är en tvåvingeart som beskrevs av Shinonaga 2005. Limnophora acrostichalis ingår i släktet Limnophora och familjen husflugor. Inga underarter finns listade i Catalogue of Life.